# Köpingsåsen
Köpingsåsen, delvis känd även som Kungsörsåsen, är en rullstensås i Västmanland och Södermanland. Åsen löper i nord-sydlig riktning och framträder tydligt längs en 240 km lång sträcka från trakten av Ludvika i norr ner mot Nyköping i söder.